# Jean-François-René Mahérault
Jean-François-René (ou Régis) Mahérault est un homme de lettres français né au Mans le 3 mars 1764 et mort à Paris le 25 août 1846.

## Biographie
Formé au collège Louis-le-Grand à Paris, il supplée Dumouchel en 1789, dernier recteur de la Sorbonne, dans sa chaire de rhétorique. Après la suppression de l'université, Mahérault enseigne au collège de Montaigu devenu collège du Panthéon français. Il est membre de la commission d'instruction publique et organise, en 1795 avec Pierre Crouzet, l'École des Enfants de l’armée de Liancourt et l'Institut des colonies. Il est professeur de langues anciennes à l'école du Panthéon, puis de rhétorique, lorsque cette école devient le lycée Napoléon.
En 1799, il est nommé commissaire du gouvernement près l'administration du Théâtre de la République. Il réunit ce théâtre avec les artistes de l'ancienne Comédie-Française. À la suite d'une paralysie, il doit renoncer à ses fonctions d'enseignant en 1809, et d'administrateur en 1813.
Il est notamment l'auteur d'une Histoire de la Révolution française (Paris, 1792).
Il est le père de Marie-Joseph-François Mahérault (1795-1879), conseiller d’État, et le grand-père d'Élisabeth Mahérault, épouse du librettiste et auteur dramatique Fernand-Émile, comte de Najac (1828-1889), et l'arrière-grand-père de Raoul de Najac, auteur dramatique et mime (fondateur de l’école de pantomime à Neuilly), maire de Pont-l'Abbé.
Il est inhumé au cimetière Montmartre, 14e division, avec son fils Marie-Joseph-François Mahérault et Fernand-Émile de Najac.

## Publication
- Pierre Crouzet, Jean-François-René Mahérault, Plan d'études provisoires par les citoyens Crouzet, principal du collège du Panthéon français, & Mahéraut, professeur au même collège (lire en ligne)